# Masacre
Masacre je kolumbijská deathmetalová kapela z Medellínu (departement Antioquia) založená roku 1988. První sestava byla: Alex Okendo (vokály), Mauricio Montoya (bicí), Antonio "Toño" Guerrero (el. kytara), Andrés "Andy" García (baskytara).
Debutové studiové album nazvané Reqviem vyšlo v roce 1991 pod hlavičkou francouzského vydavatelství Osmose Productions.

## Diskografie
Dema
- Rehearsal (1989)
- Sepulcros en ruinas Rehearsal Demo 1989 (1989)
- Concierto en Armenia Mayo 13/89 (1989)
- Colombia… imperio del terror (1989)
- Cáncer de nuestros días (1990)
- Concierto en Manizales octubre 19/91 (1991)
- Concierto en Medellin Febrero 1/92 (1992)
- Imperio del terror (2012)

Studiová alba
- Reqviem (1991)[1]
- Sacro (1996)
- Muerte verdadera muerte (2001)
- Total Death (2004)
- Brutal Aggre666ion (2014)

Kompilační alba
- Colombia... imperio del terror / Cáncer de nuestros días (2004) – vydání dvou demonahrávek na CD
- Sepulcros en ruinas Rehearsal 1989 (2010)
- Metal Medallo Attack (2012)

EP
- Ola de violencia (1991)
- Barbarie y sangre en memoria de Cristo (1993)
- 2012 (2013)

Živá alba
- Evil Death Live! (2016)
- Legendeath (2017)
- Sangre en mi tierra - Muerte total (2017)
- Live in Chile 2019 - Aniversario 30 años (2020)
- En vivo Medellín 1993 (2020)

Box sety
- Metal Medallo Demos (2020)

Split nahrávky
- Tormenting Holy Flesh / Ola de violencia (1985) – split CD společně s americkou kapelou Profanatica

## Videografie
DVD
- 20 Years of Death (2011)
- Live in Ruins '92 (2019)